# Дуримбетов, Кадиримбет
Кадиримбет Дуримбетов — советский хозяйственный деятель, полный кавалер ордена Трудовой Славы.

## Биография
Родился в 1940 году в Каракалпакской АССР. Член КПСС.
В 1959—1991 гг. — рисовод, звеньевой, бригадир рисоводческой бригады совхоза «Алтынкуль» Ленинабадского района Каракалпакской АССР.
Указами Президиума Верховного Совета СССР от 25 декабря 1976 года и 26 февраля 1981 года за досрочное выполнение социалистических обязательств награждён орденами Трудовой Славы 3-й и 2-й степени.
За творческую инициативу и активность, получение высоких и устойчивых урожаев зерновых культур, применение прогрессивных технологий и повышение производительности труда был в составе коллектива удостоен Государственной премии СССР за выдающиеся достижения в труде 1984 года.
Указом Президиума Верховного Совета СССР от 24 июля 1986 года награждён орденом Трудовой Славы 1-й степени, став полным кавалером ордена Трудовой Славы.
Жил в Узбекистане.